# Heart of Ballad
『Heart of Ballad』（ハート・オブ・バラード）は、1988年12月1日にリリースされた、CBS・ソニー在籍時代に発売されたHOUND DOGのスタジオ・アルバムに収録されたバラード曲だけを集めたコンピレーション・アルバム。HOUND DOG側が関与していない、レコード会社主導により制作されたアルバムである。

## 収録曲
1. Long-Good Bye
  - 『Spirits!』収録
2. ライム・ライト　
  - 『POWER UP!』収録
3. Only One More Kiss
  - 『BRASH BOY』収録
4. Hey Brother
  - 『DREAMER』収録
5. 涙のBirthday（ライブ・バージョン）
  - オリジナルは『POWER UP!』収録
  - 『狼と踊れ〜HOUND DOG 武道館ライブ』でのライブ・バージョンを収録
6. My Dear Friend
  - 『Welcome to The Rock'n Roll Show』収録
7. エンドレス・サマー
  - 『Spirits!』収録
8. グッバイ・ドリーマー
  - 『DREAMER』収録
9. 涙のフラワーロード
  - 『DREAMER』収録
10. CHRISTY
  - 『LOVE』収録
11. アフターコンサート
  - 『STAND PLAY』収録
12. ジェラス・ガイ（ライブ・バージョン）
  - オリジナルは『BRASH BOY』収録
  - 『狼と踊れ〜HOUND DOG 武道館ライブ』でのライブ・バージョンを収録
13. Long Way Home
  - 『LOVE』収録